# Aphrodite-Gletscher
Der Aphrodite-Gletscher ist ein Gletscher an der Bowman-Küste des Grahamlands auf der Antarktischen Halbinsel. Er fließt 3 km westlich des Victory-Nunatak in nördlicher Richtung zum Bowman Inlet.
Den unteren Gletscherabschnitt kartierte erstmals W. L. G. Joerg anhand von Luftaufnahmen des australischen Polarforschers Hubert Wilkins vom Dezember 1928 und des US-amerikanischen Polarforschers Lincoln Ellsworth vom November 1935. Danach fotografierten ihn im Dezember 1947 Teilnehmer der US-amerikanischen Ronne Antarctic Research Expedition (1947–1948). Der Falkland Islands Dependencies Survey führte zwischen Dezember 1958 und November 1960 Vermessungen des Gletschers durch. Das UK Antarctic Place-Names Committee benannte ihn 1962 nach Aphrodite, Göttin der Liebe, der Schönheit und der sinnlichen Begierde aus der griechischen Mythologie.